# Forges-sur-Meuse
Forges-sur-Meuse ist eine französische Gemeinde mit 122 Einwohnern (Stand: 1. Januar 2022) im Département Meuse in der Region Grand Est (vor 2016: Lothringen). Die Gemeinde gehört zum Arrondissement Verdun, zum Kanton Clermont-en-Argonne und zum Gemeindeverband Argonne-Meuse. Die Einwohner werden Forgerons genannt.

## Geographie
Forges-sur-Meuse liegt etwa 17 Kilometer nordnordwestlich von Verdun an der Maas.
Umgeben wird Forges-sur-Meuse von den Nachbargemeinden Gercourt-et-Drillancourt im Nordwesten und Norden, Consenvoye im Norden und Nordosten, Brabant-sur-Meuse im Osten, Regnéville-sur-Meuse im Osten und Südosten, Cumières-le-Mort-Homme im Süden und Südwesten sowie Béthincourt im Westen.

## Bevölkerungsentwicklung
| Jahr                       | 1962 | 1968 | 1975 | 1982 | 1990 | 1999 | 2006 | 2011 | 2019 |
| Einwohner                  | 183  | 187  | 165  | 140  | 140  | 135  | 104  | 117  | 123  |
| Quellen: Cassini und INSEE |      |      |      |      |      |      |      |      |      |

## Sehenswürdigkeiten

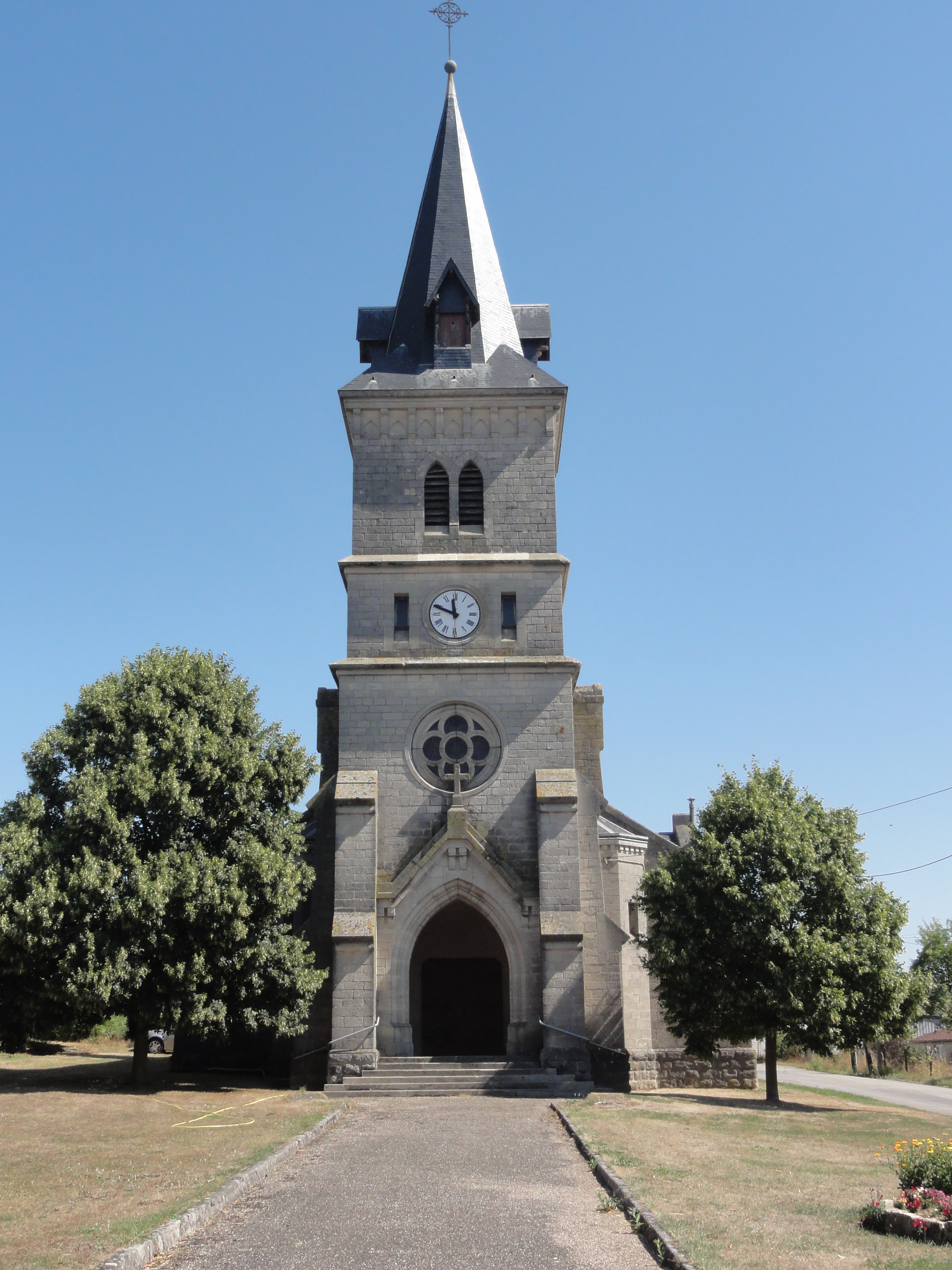
Kirche Saint-Martin

- Kirche Saint-Martin